# Massif des Cerces
Pour les articles homonymes, voir Cerces.

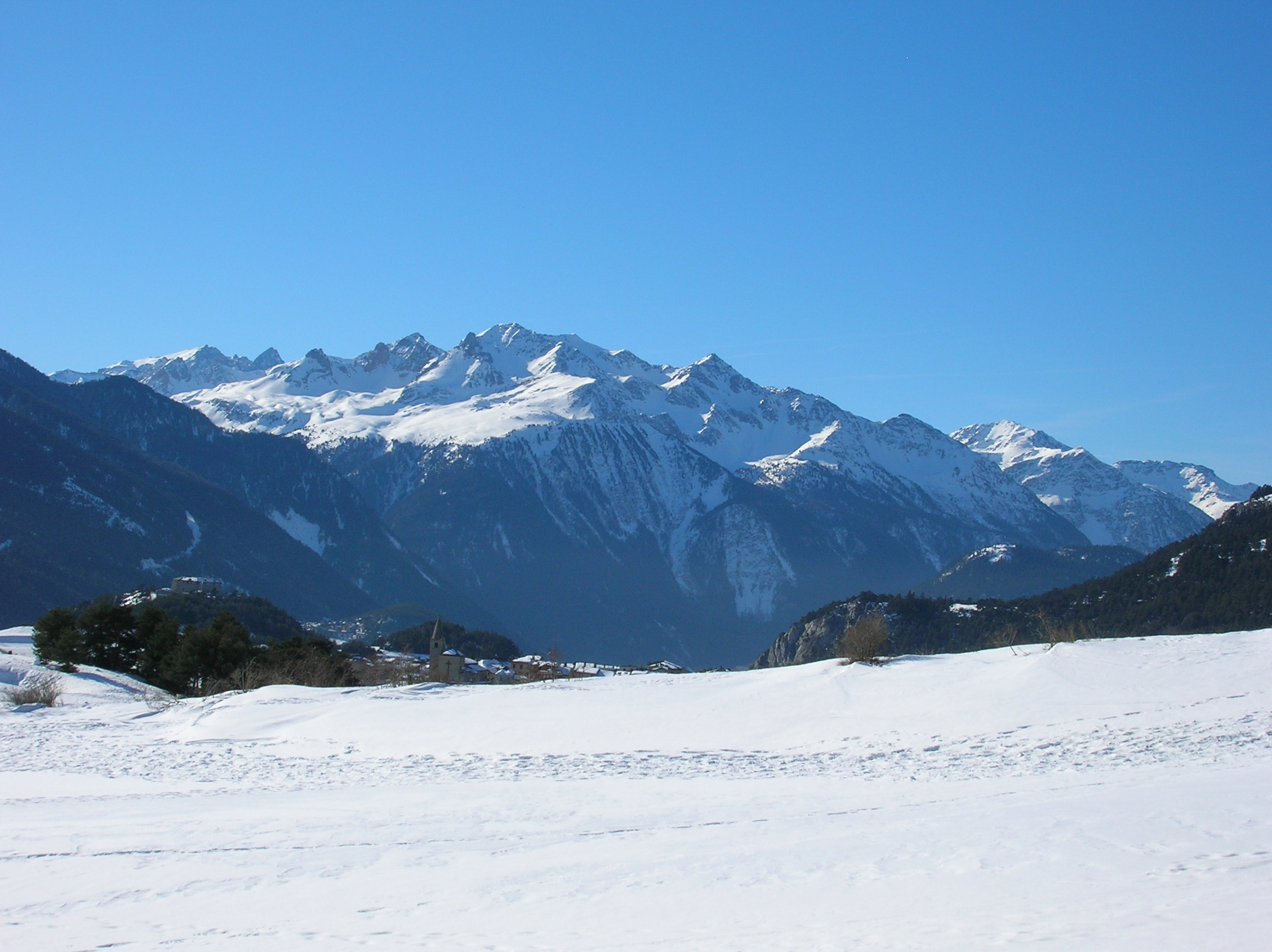
Le versant nord (Maurienne) du massif des Cerces (chaînon du Thabor), depuis Aussois.

Le massif des Cerces, massif du Thabor ou massif des Cerces-Thabor, culminant à 3 228 m, est un massif de montagnes des Alpes à la frontière franco-italienne. Du côté français, il s'étend sur les départements des Hautes-Alpes et de la Savoie et du côté italien dans la région du Piémont.
Il abrite quelques glaciers de taille relativement modeste.

## Géographie

### Situation
Le massif est composé des chaînons du Thabor dont on associe parfois le nom à celui de Cerces ou seul, du Galibier, de Chaberton et des Rois Mages (roche Bernaude).
Ce massif est entouré de ceux de la Vanoise au nord, du Mont-Cenis au nord-est, des Alpes cottiennes à l'est, du Queyras et des Écrins au sud et des Arves à l'ouest.
Il est bordé par l'Arc au nord (vallée de la Maurienne), la Guisane au sud, la Doire Ripaire et la Bardonèche à l'est. Il est également entaillé par la Clarée, la Neuvache et la Neuvachette, ainsi que la vallée Étroite, qui sont des torrents.

### Principaux sommets

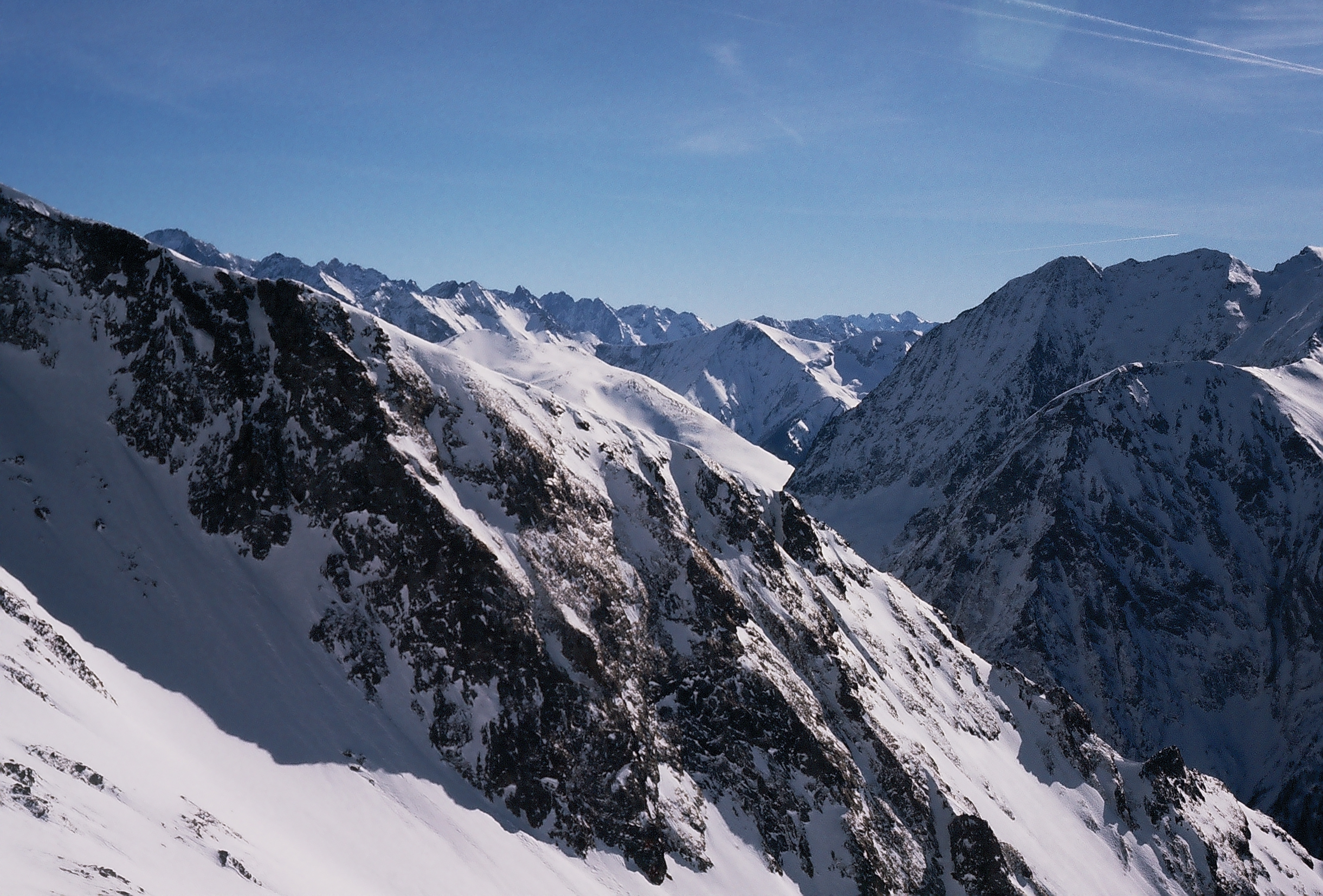
Massif du Thabor, vu depuis le refuge des Aiguilles d'Arves.

- Grand Galibier, 3 228 m, point culminant du massif
- Roche Bernaude, 3 222 m
- Pic du Thabor, 3 207 m
- Mont Thabor, 3 178 m
- Pointe Balthazar, 3 163 m
- Mont Chaberton, 3 131 m
- Cime de la Planette, 3 104 m
- Pointe des Cerces, 3 098 m
- Pointe de Terre Rouge, 3 080 m
- Gran Bagna, 3 080 m
- Roc Termier, 3 078 m
- Rocher de la Sauma, 3 073 m
- Pic de la Moulinière, 3 073 m
- Tête de la Cassille, 3 069 m
- Roche Noire, 3 067 m
- Pointe des Rochers Charniers, 3 063 m
- Rochers des Grands Becs, 3 044 m
- Pointe des Trois Scies, 3 032 m
- Tête de Colombe, 3 022 m
- Le Cheval Blanc, 3 020 m
- Rocher de la Grande Tempête, 3 002 m

### Géologie
Le massif des Cerces est un massif en partie cristallin avec une prédominance de quartzite (Thabor) et en partie calcaire, dont marbres en plaquettes et dolomies (Cerces, Galibier, Chaberton, Rois Mages).

## Activités

### Stations de sports d'hiver

Vue du chaînon du Galibier (moitié gauche) depuis Valloire.

- Valloire
- Valmeinier
- Montgenèvre
- Bardonèche (Bardonecchia, Italie)
- Oulx (Italie)

### Alpinisme
- Aiguillette du Lauzet
- Tête de Colombe
- Roche Colombe
- Roche Robert
- Tour Termier